# Blitzkid
Blitzkid – amerykański zespół grający horror punk. Został założony w 1997 w Bluefield (Wirginia).

## Członkowie
- TB Monstosity – gitara prowadząca, wokal
- Argyle Goolsby – gitara basowa, wokal
- Rhea M - perkusja

## Dyskografia

### Albumy
- 1999: Terrifying Tales
- 2001: Let Flowers Die
- 2003: Trace of a Stranger (Antidote, Fiendforce)
- 2006: Five Cellars Below (Fiendforce)
- 2008: Anatomy of Reanimation

### Single
- 1997: Songs for the Aesthetically Challenged (Demo)
- 1999: Revisited EP (EP)
- 2003: Exhuming Graves and Making Dates